# Allium
Allium L. 1753 è un genere di piante spermatofite monocotiledoni appartenenti alla famiglia delle Amaryllidaceae, dall'aspetto di piccole erbacee annuali o perenni dalla tipica infiorescenza a globo e forte aroma di aglio o cipolla.
È l'unico genere della tribù Allieae Dumort., 1827.

## Etimologia
L'etimologia del termine generico (allium) è molto antica. Le piante di questo genere erano ampiamente conosciute sia dai Romani che dai Greci (questi ultimi comunque non le apprezzavano completamente a causa del loro forte e acre odore). Sembra comunque che il termine abbia una derivazione celtica e significhi “bruciante” in riferimento al forte odore acre e pungente della pianta.  Uno dei primi ad usare questo nome per scopi botanici fu il naturalista francese Joseph Pitton de Tournefort (1656 - 1708).

## Descrizione

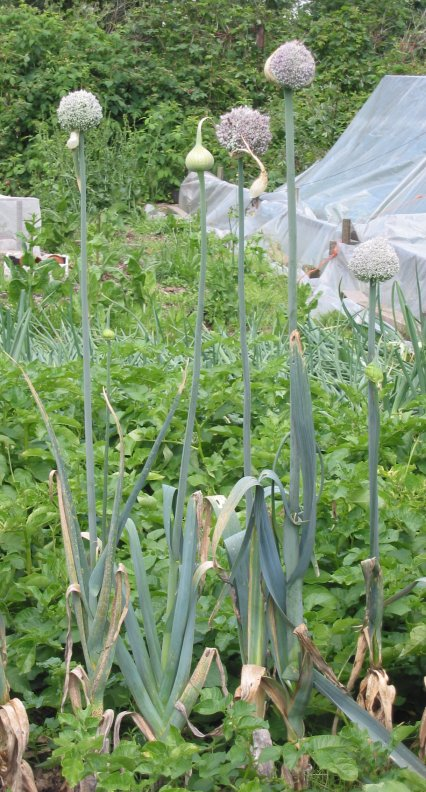
Il portamento
Allium ampeloprasum

L'aspetto di queste piante in genere è erbaceo perenne con una altezza variabile, ma comunque non molto superiore al metro (a parte qualche eccezione: Allium commutatum Guss. e qualche altra specie). La forma biologica prevalente è geofita bulbosa (G bulb), ossia sono piante che portano le gemme in posizione sotterranea. Durante la stagione avversa non presentano organi aerei e le gemme si trovano in organi sotterranei chiamati bulbi, organi di riserva che annualmente producono nuovi fusti, foglie e fiori. Il particolare aroma di queste piante è dato dalla presenza di composti solforati. Sono inoltre quasi del tutto glabre.

### Radici
Le radici sono fascicolate da bulbo e uscenti dalla parte terminale dello stesso.

### Fusto

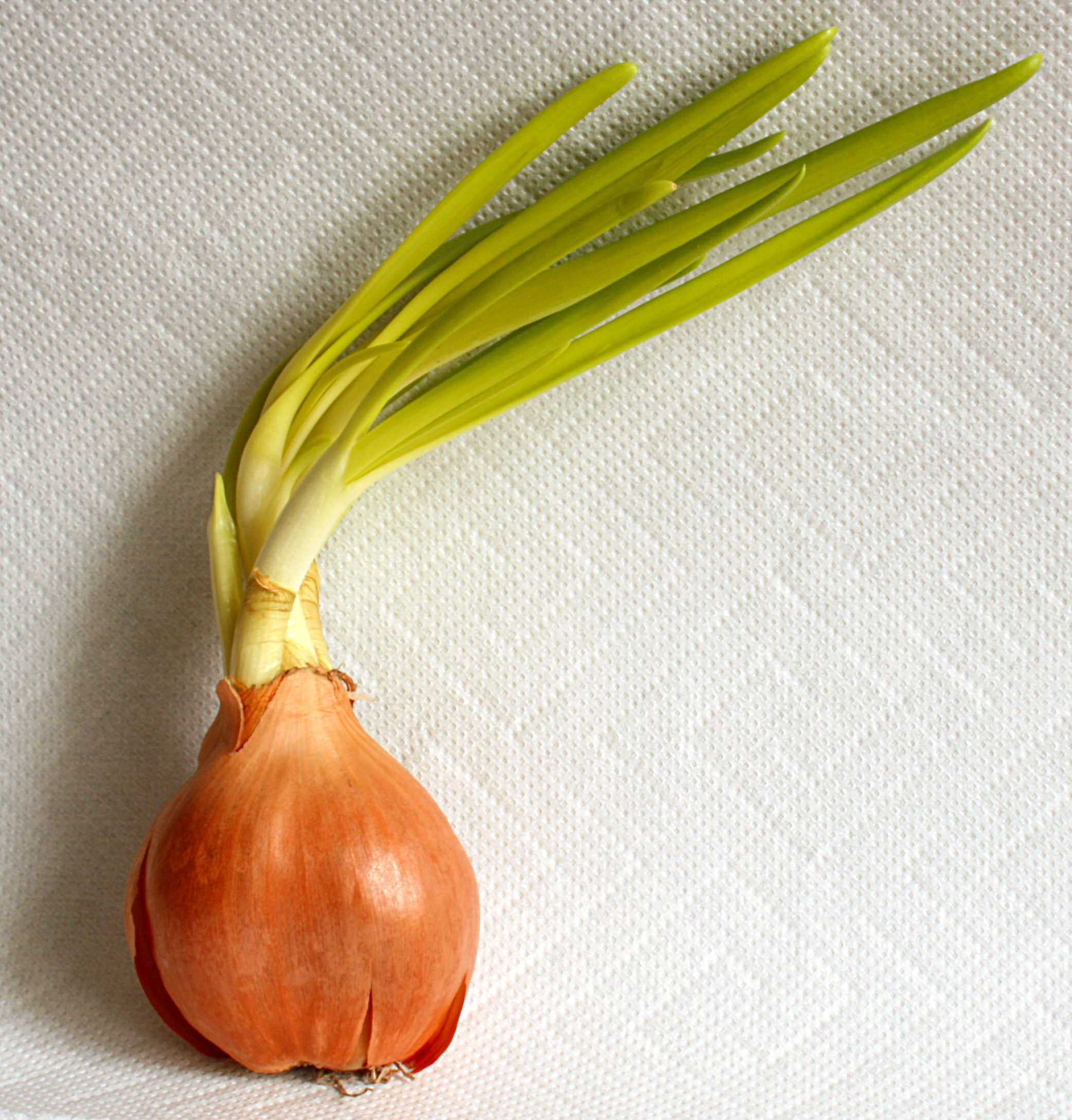
Il bulbo
Allium cepa

- Parte ipogea: la parte sotterranea del fusto è bulbacea (raramente rizomatosa o semplici radici di tipo tuberoso). I bulbi possono essere singoli o numerosi (aggregati), piccoli a forma ovale allungata oppure grandi e globosi. Alcuni possono essere sovrapposti ad un rizoma (Allium victorialis). I bulbi sono ricoperti da una tunica fibrosa, reticolata o liscia.
- Parte epigea: la parte aerea dei fusti diparte direttamente dai bulbi; alcuni fusti sono cavi (fistolosi), generalmente a sezione tonda. Alla base lo scapo è avvolto da guaine.

### Foglie

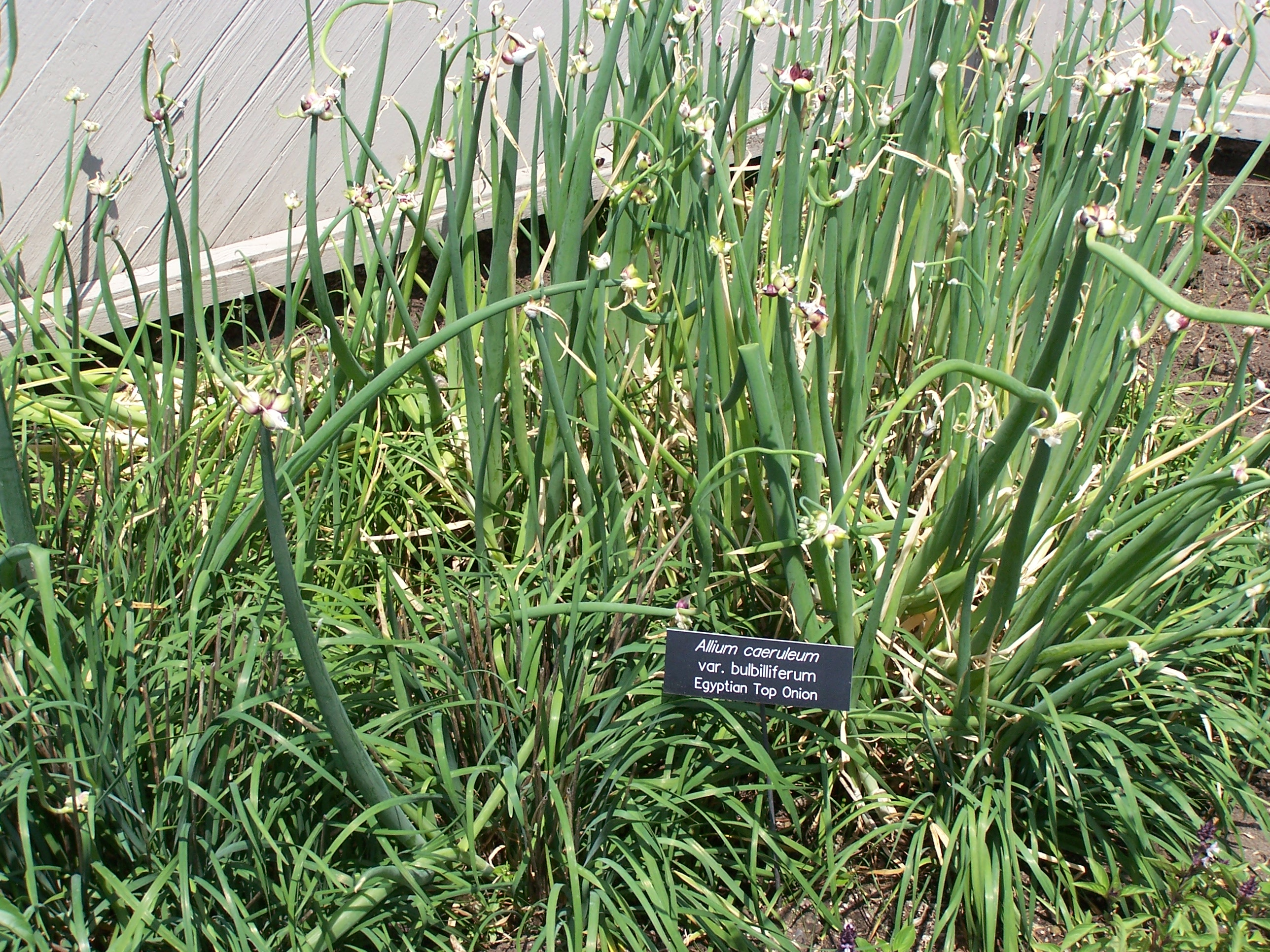
Le foglie
Allium caeruleum

Le foglie sono solamente del tipo radicale a disposizione spiralata. La forma è allungata, stretta o allargata ma sempre o appiattita o quasi cilindrica; in tutti i casi la lunghezza è preponderante rispetto alla larghezza. Spesso quelle più grandi si ripiegano all'indietro e all'infuori. In diverse specie le foglie sono cave (fistolose).

### Infiorescenza

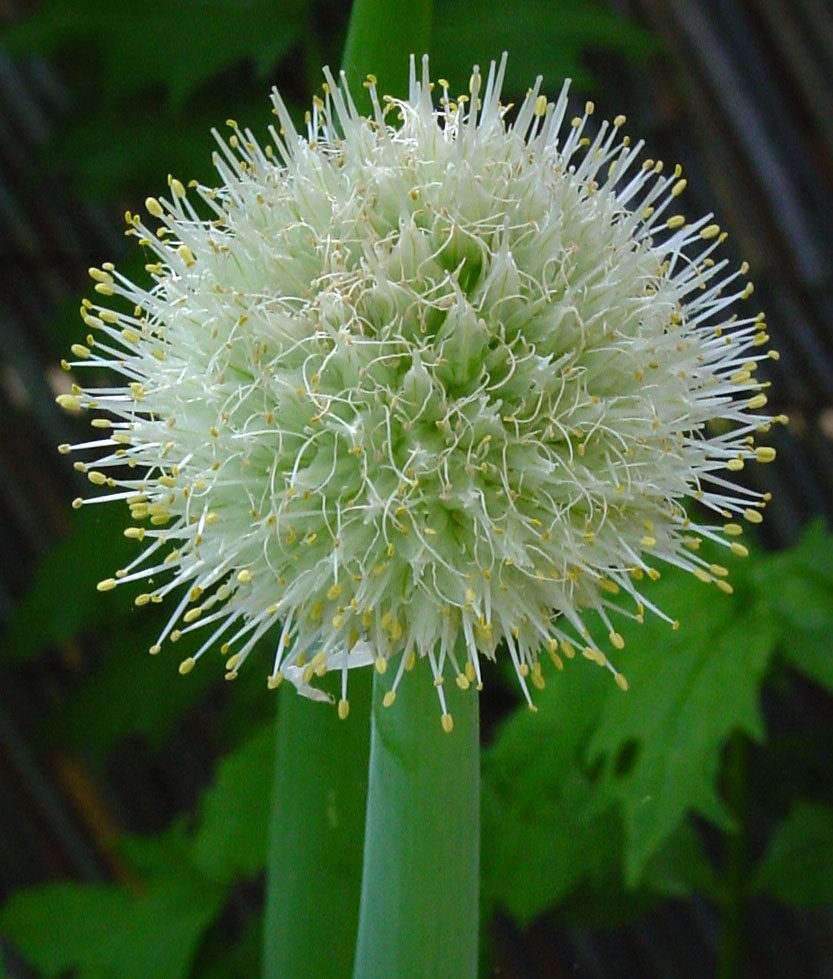
Infiorescenza
Allium cepa

Le infiorescenze di tipo ombrellifero sono terminali e definite composte da diversi fiori. La forma è globosa più o meno emisferica. Spesso alla base dell'infiorescenza è presente una spata scariosa (un tipo di brattea cartacea tipica di questi fiori) bi-tri-valve la cui funzione è quella di proteggere l'infiorescenza. Il colore dei fiori varia da bianco a rosato a violetto o azzurro, in certi casi anche giallo. In alcune specie possono essere presenti dei bulbilli fertili che in certi casi sostituiscono quasi completamente i fiori.

### Fiori

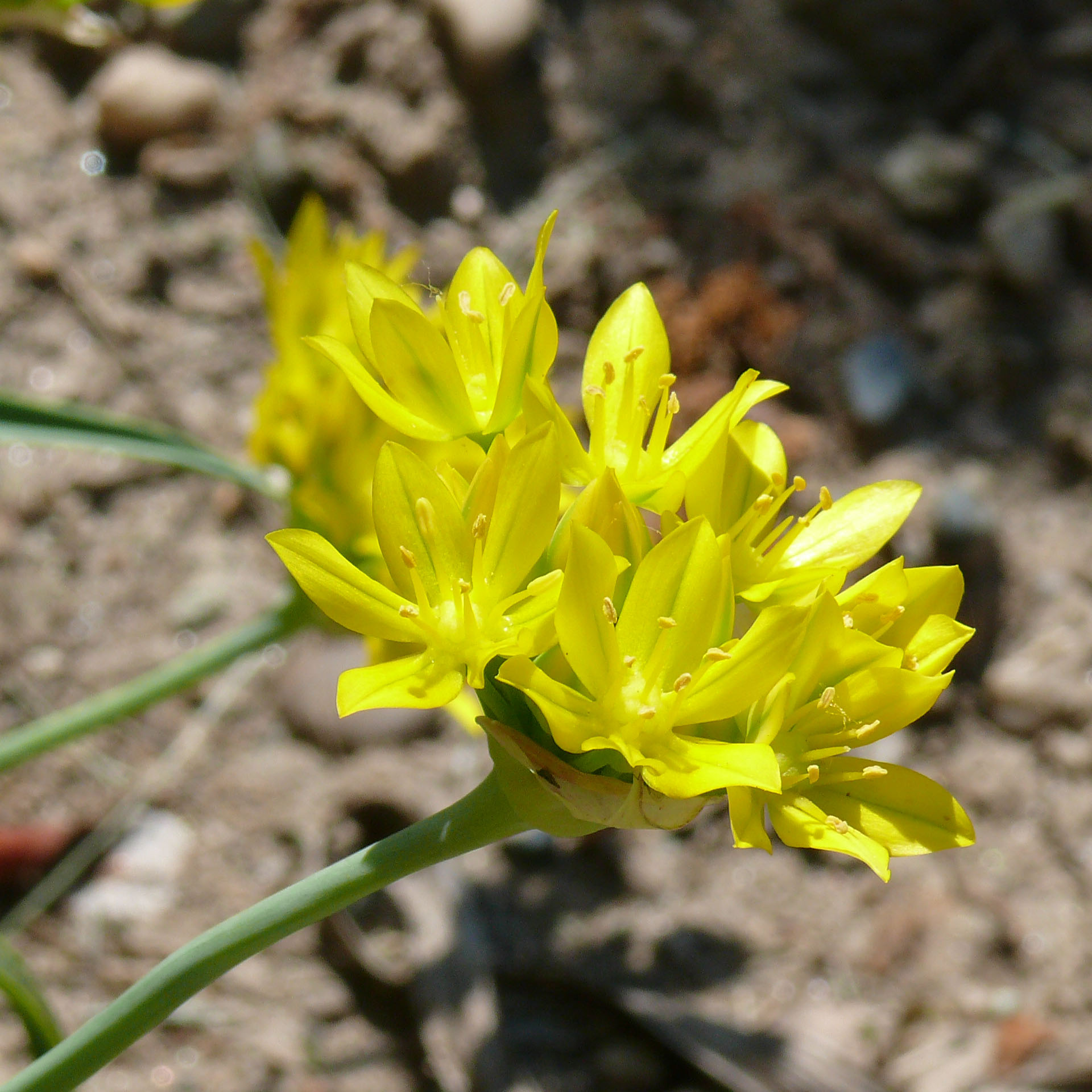
I fiori
Allium moly

I fiori sono ermafroditi, attinomorfi, 5-ciclici (2 verticilli di tepali, 2 verticilli di stami e 1 verticillo del gineceo) e trimeri (ogni verticillo è composto da tre elementi).
- Formula fiorale: per queste piante viene indicata la seguente formula fiorale:

* P 3+3, A 3+3, G (3) (supero), capsula
- Perigonio: il perigonio è formato da 6 tepali più o meno uguali. Sono liberi o connati alla base. Questi tepali sono petaloidi, ossia svolgono la funzione vessillifera (e di protezione degli organi sessuali) tipica dei petali.
- Androceo: gli stami sono 3+3 con filamenti allargati in vicinanza delle antere oppure no; a volte sono riuniti alla base. La parte terminale è semplice o tricuspidata. Questi stami a volte sono inclusi nel perigonio.
- Gineceo: lo stilo è semplice oppure trifido, derivato da tre carpelli concresciuti con ovario supero a placentazione assile. Ogni ovario può contenere da 1 a molto ovuli.

### Frutti
I frutti sono delle capsule. La deiscenza avviene lungo le nervature principali del frutto (capsula loculicida). La forma è vagamente triangolare con tre logge in ognuna delle quali sono contenuti uno-due semi. I semi sono neri a forma romboidale o sferoide.

## Biologia
L'impollinazione è garantita soprattutto da diversi insetti, come api e vespe in quanto sono piante nettarifere (impollinazione entomogama).
La riproduzione avviene anche per divisione del piede (propagazione tipicamente orticola). Un altro tipo di riproduzione di queste piante è tramite delle gemme avventizie (bulbilli) poste sia nella zona dell'infiorescenza che tra i bulbi sotterranei.

## Distribuzione e habitat
Il genere Allium ha una distribuzione relativa soprattutto alle regioni extra-tropicali dell'emisfero boreale,  eccezion fatta per alcune specie cilene (come Allium juncifolium),  o brasiliane  (come Allium sellovianum) o dell'Africa subsahariana (Allium spathaceum).
Come habitat alcune piante prediligono le zone fresche e ombreggiate lievemente umide (quasi paludose) su terreni relativamente ricchi di sostanze nutrizionali, ma altre preferiscono terreni asciutti (quasi aridi) e caldi specialmente nell'Italia del sud.

## Tassonomia
La classificazione tradizionale poneva il genere Allium all'interno della famiglia delle Liliaceae, ordine delle Liliales. La classificazione APG II ne aveva proposto la collocazione nella famiglia a sé stante delle Alliaceae, mentre la Classificazione APG III ha declassato tale raggruppamento al rango di sottofamiglia (Allioideae) della famiglia Amaryllidaceae. Tale collocazione è confermata dalla più recente classificazione APG IV.
La nomenclatura scientifica attualmente accettata (Allium) è stata proposta da Carl von Linné (1707 – 1778) biologo svedese, considerato il padre della moderna classificazione scientifica degli organismi viventi, nella pubblicazione ”Species Plantarum” del 1753.

La specie tipo per il genere è Allium sativum L.
Il genere Allium comprende oltre 550 specie (delle quali una settantina sono presenti spontaneamente sul territorio italiano).

Gli elementi (o caratteri) distintivi utili da un punto di vista tassonomico, e quindi per distinguere una specie dall'altra sono il colore dell'infiorescenza insieme alla sua forma, i filamenti staminali (soprattutto i tre più interni), ma anche le foglie (piane o cilindriche) o la parte sotterranea (bulbo).

Il genere è molto vasto per cui normalmente viene diviso in sottogeneri e sezioni. Le specie italiane, da un punto di vista ormai storico, sono suddivise in sei sezioni in base al lavoro svolto dal botanico toscano Adriano Fiori (1865 – 1950):
- mollium: specie a foglie piane;
- schoenoprasum: specie a foglie fistolose;
- macrospatha: in queste specie il perigonio è campanulato;
- rhiziridium: la parte sotterranea del fusto consiste in rizomi striscianti sottostanti a dei bulbi;
- porrum: gli stami interni sono tricuspidati;
- nectaroscordium: il perigonio è formato da due verticilli diseguali (i pezzi interni sono sub-cordati, quelli esterni hanno una forma ovato-oblunga).

Al di fuori delle specie italiane alcune checklist internazionali propongono fino a 15 sottogeneri con oltre 60 sezioni, oppure oltre 120 tra sezioni e sottosezioni.

### Filogenesi

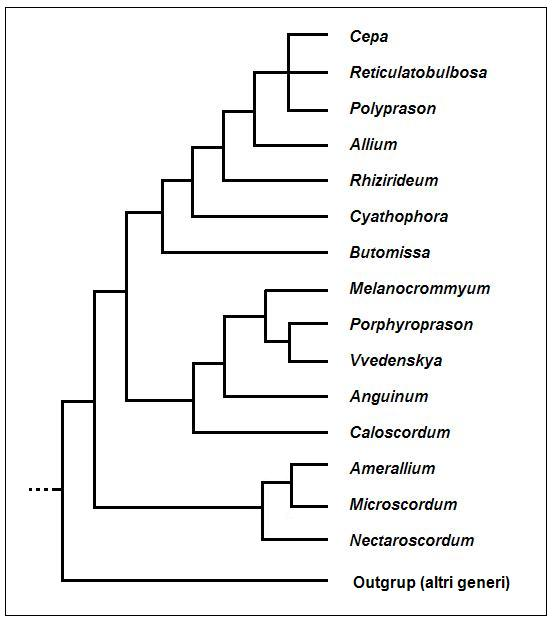
Cladogramma dei sottogeneri di Allium

Diversi studi filogenetici sono stati fatti sul genere Allium, come ad esempio da alcuni ricercatori cinesi per definire soprattutto la struttura interna del genere. Da questi studi risulta che Allium è senz'altro un gruppo monofiletico; mentre le varie divisioni in sottogeneri e sezioni che vengono proposte sono troppo legate ad uno specifico areale perché abbiano una validità generale. 

Un miglioramento nella conoscenza del genere si è avuta con una ricerca filogenetica del 2006 fatta sul DNA ribosomale nella quale si sono individuati 15 sottogeneri e 72 sezioni. I sottogeneri sono aumentati di 1/3 rispetto alle precedenti classificazioni; in particolare il sottogenere Rhizirideum è stato riorganizzato quasi completamente.

I sottogeneri individuati dalla ricerca sono elencati di seguito (tra parentesi sono indicate alcune specie italiane). Il cladogramma a lato (tratto dallo studio citato e semplificato) evidenzia i rapporti filogenetici tra i vari sottogeneri.
- Nectaroscodum (Lindl.) Asch. et Graebn.
- Microscordum  (Maxim.) N. Friesen
- Amerallium Traub

(A. insubricum, A. triquetrum, A. moly, A.roseum, A. chamaemoly, A. neapolitanum, A. pendulinum, A. ursinum, A. trifoliatum, A. subhirsutum, A. narcissiflorum)
- Caloscordum (Herb.) R. M. Fritsch
- Anguinum (G. Don ex Koch) N. Friesen

(A. victorialis)
- Porphyroprason (Ekberg) R. M. Fritsch
- Vvedenskya (Kamelin) R. M. Fritsch
- Melanocrommyum (Webb et Berth.) Rouy

(A.  nigrum, A. cyrilli)
- Butomissa (Salisb.) N. Friesen
- Cyathophora (R. M. Fritsch) R. M. Fritsch
- Rhizirideum (G. Don ex Koch) Wendelbo

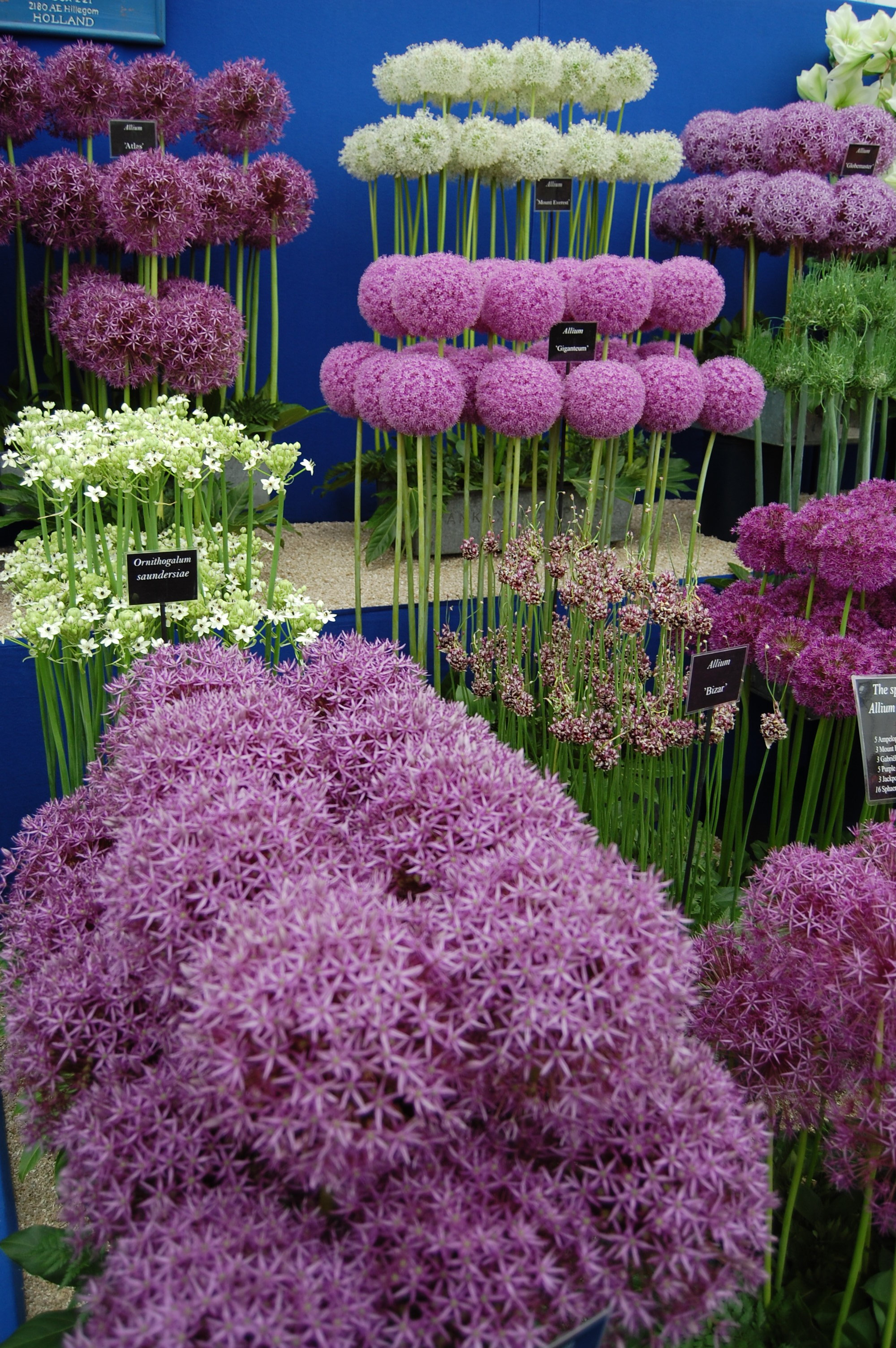
Una selezione di allium in mostra nel programma della BBC Gardeners' World

(A. angulosum)
- Allium

(A. sativum, A. scorodoprasum, A. cupanii, A. flavum, A. sphaerocephalon, A. oleraceum, A. vineale, A. rotundum, A. commutatum, A. atroviolaceum, A. ampeloprasum, A. amethystinum, A. sardoum, A. carinatum, A. pallens, A. paniculatum)
- Reticulatobulbosa (Kamelin) N. Friesen,

(A.  strictum)
- Polyprason Radic

(A. moschatum, A. ochroleucum, A. suaveolens, A. ericetorum, A. saxatile)
- Cepa (Mill.) Radic

(A. cepa, A. schoenoprasum, A. fistulosum, A. lusitanicum)

Studi successivi hanno cercato di migliorare ulteriormente la conoscenza del genere approfondendo alcune sue particolari sezioni. Ma molto lavoro rimane ancora da fare.

### Sinonimi
Questa entità ha avuto nel tempo diverse nomenclature. L'elenco seguente indica alcuni tra i sinonimi più frequenti:
- Caloscordum Herb.
- Cepa Mill.
- Milula Prain
- Nectaroscordum Lind

## Usi
Questo è un genere di piante molto importante per l'alimentazione umana; infatti comprende l'aglio, la cipolla, il porro, l'erba cipollina, lo scalogno, l'aglio montano e altri prodotti orticoli largamente usati in cucina. La coltivazione di queste piante a scopi alimentari è documentata a oltre 3000 anni a.C. Mentre come piante ornamentali ci sono rimasti dei manuali di giardinaggio europeo di circa 2-3 secoli fa.
Nelle zone a prato alcune di queste specie sono considerate infestanti e quindi da estirpare perché se mangiate dal bestiame possono comunicare al latte e soprattutto al burro sgradevoli sapori.